# Gaylord Nelson

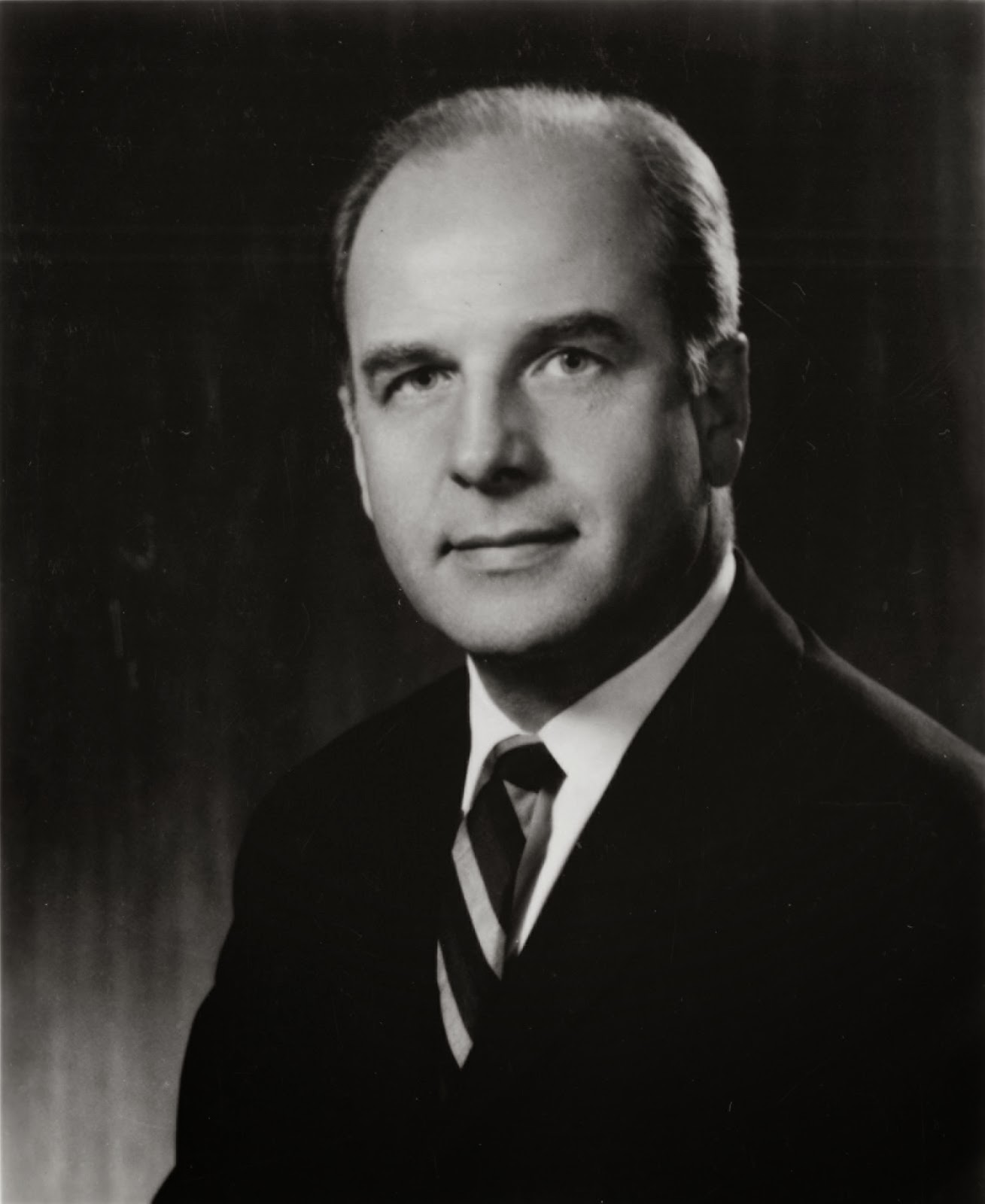
Gaylord Nelson

Gaylord Anton Nelson (* 4. Juni 1916 in Clear Lake, Polk County, Wisconsin; † 3. Juli 2005 in Kensington, Maryland) war ein US-amerikanischer Politiker und von 1959 bis 1963 Gouverneur von Wisconsin; diesen Bundesstaat vertrat er außerdem im US-Senat. Nelson war der Begründer des am 22. April 1970 ins Leben gerufenen Tages der Erde.

## Frühe Jahre und politischer Aufstieg
Gaylord Nelson besuchte die öffentlichen Schulen seiner Heimat und dann bis 1939 das San Jose State College in Kalifornien. Schließlich studierte er bis 1942 an der University of Wisconsin Jura. Nach seinem Examen und seiner Zulassung als Anwalt im Jahr 1942 trat er für die folgenden vier Jahre der US Army bei, in der er auf dem asiatischen Kriegsschauplatz im Zweiten Weltkrieg kämpfte.
Nach seiner Heimkehr nach Wisconsin im Jahr 1946 war er zunächst als Rechtsanwalt in Madison tätig. Auch in den folgenden Jahren bis 1958 war er neben seiner politischen Arbeit auch weiter als Anwalt aktiv. Nachdem er im Jahr 1946 vergeblich als Mitglied der Republikanischen Partei für einen Sitz in der Wisconsin State Assembly kandidiert hatte, wechselte er zu den Demokraten. Für seine neue Partei saß er zwischen 1948 und 1959 im Senat von Wisconsin. Im Jahr 1954 bewarb er sich erfolglos um einen Sitz im US-Repräsentantenhaus.

## Gouverneur von Wisconsin
Im Jahr 1958 wurde Nelson als erster Demokrat seit 25 Jahren zum neuen Gouverneur von Wisconsin gewählt, wobei er sich mit 53,6 Prozent der Stimmen gegen den republikanischen Amtsinhaber Vernon Wallace Thomson durchsetzte. Nach einer Wiederwahl im Jahr 1960 – diesmal besiegte er mit etwas knapperem Vorsprung Philip G. Kuehn – war er zwischen dem 5. Januar 1959 und dem 7. Januar 1963 am Amt. In dieser Zeit reorganisierte er den Regierungsapparat. Die Abteilungen bzw. Ministerien für Industrie und Landwirtschaft sowie für die Förderung der Kommunen wurden in ein neues Wirtschafts- und Entwicklungsministerium integriert (Department of Economic Development). Ein anderes Ministerium (Department of Administration) vereinigte das Personalwesen, die staatliche Beschaffungsstellen, das Bauwesen, die Haushaltsabteilung und die Revision unter einem Dach. Der Gouverneur setzte ebenfalls eine Kommission ein, die sich mit dem Problem des Alterns befasste, und setzte sich für den Umweltschutz ein.

## US-Senator
Im Jahr 1962 hatte Nelson auf eine erneute Kandidatur für das Amt des Gouverneurs verzichtet. Stattdessen ließ er sich gegen Amtsinhaber Alexander Wiley in den US-Senat wählen. Dort vertrat er ab dem 8. Januar 1963 die Interessen seines Bundesstaats; nach einer Niederlage gegen Bob Kasten musste er sein Mandat am 3. Januar 1981 an diesen abtreten. Im Senat war er Mitglied mehrerer Ausschüsse und setzte sich weiter für die Umwelt ein. Er hatte die Idee zur Einführung des „Earth Day“ (Tag der Erde), ein weltweiter Tag zum Schutz der Umwelt.
Nach dem Ende seiner Zeit im Kongress war Nelson Berater der Wilderness Society. Am 29. September 1995 wurde er von Präsident Bill Clinton mit der Presidential Medal of Freedom für seinen Einsatz für die Umwelt ausgezeichnet. Gaylord Nelson verstarb am 3. Juli 2005. Er war mit Carrie Lee Dotson verheiratet und hatte drei Kinder.